# Walter Kelsch
Walter Kelsch (* 3. September 1955 in Stuttgart) ist ein ehemaliger deutscher Fußballspieler.

## Sportliche Laufbahn

### Vereinskarriere
Der Stürmer begann organisiert mit dem Fußball beim TSV Jahn Büsnau. 1968 wechselte er in die Nachwuchsabteilung der Stuttgarter Kickers. Seinen Einstieg im Profifußball erlebte der Angreifer Mitte der 1970er-Jahre bei den Kickers in der Südstaffel der 2. Bundesliga.
Beim VfB Stuttgart spielte er ab 1977 im deutschen Oberhaus. In drei Spielzeiten konnte der Offensivspieler eine zweistellige Trefferanzahl verzeichnen. Mit den Schwaben gelang ihm in seiner letzten Saison vor dem Wechsel ins Ausland der größte Erfolg seiner Karriere: 1984 gewannen die Stuttgarter die deutsche Meisterschaft.
In Frankreich bestritt er für Racing Straßburg zwischen Sommer 1984 und Herbst 1986 78 Spiele und erzielte 20 Tore – davon 67 Partien und 18 Treffer in der Division 1.
In der Saison 1986/87 setzte Kelsch seine Karriere in Deutschland beim FC 08 Homburg fort. Insgesamt bestritt Kelsch 246 Bundesligaspiele und erzielte dabei 54 Tore. Den Ausklang seiner Laufbahn stellte eine Station in Griechenland dar. Bei Apollon Smyrnis aus Athen lief er 1988/89 in 25 Partien auf.

### Auswahleinsätze
Im Frühjahr 1979 debütierte Kelsch in der deutschen Fußballnationalelf. In den drei Spielen dieses Kalenderjahres gelangen ihm zwei Tore. Auch bei seinem Abschied aus der A-Mannschaft im Februar 1980, sein viertes Länderspiel, erzielte der VfB-Profi einen Treffer.

### Erfolge
- Deutscher Meister 1984
- Deutscher Vizemeister 1979

## Berufliche Laufbahn
Walter Kelsch wurde zum Schriftsetzer ausgebildet und studierte anschließend von 1972 bis 1976 Grafikdesign.

## Weiterer Werdegang
Kelsch war vom 6. März 2007 bis zum 30. Juni 2008 Präsidiumsmitglied bei den Stuttgarter Kickers und zuständig für die Lizenzspieler-, Amateur- und Jugendabteilungen.
Am 14. April 2016 wurde Kelsch nach einer Razzia in der Wohnung seiner ehemaligen Ehefrau in Stuttgart-Degerloch verhaftet. Ihm wurden Drogenhandel und mehrere Fälle von Anlagebetrug vorgeworfen. Im Oktober 2016 wurde von der Generalstaatsanwaltschaft Koblenz Anklage erhoben. Im Verfahren wegen Anlagebetrugs verurteilte ihn das Landgericht Stuttgart im August 2017 zu einer Freiheitsstrafe von einem Jahr und zehn Monaten, die zur Bewährung ausgesetzt wurde. Im Prozess um Beihilfe zum Drogenhandel wurde er am 30. November 2017 vom Landgericht Landau zu einer Haftstrafe von drei Jahren verurteilt. Hierbei wurde die verhängte Bewährungsstrafe wegen Anlagebetrugs mit einberechnet. Gegen Kelsch ist noch ein weiterer Prozess wegen Insolvenzverschleppung anhängig.